# خالد أبو راشد
خالد سامي أبو راشد: من مواليد 2 سبتمبر، 1970. محامي ومستشار قانوني سعودي. أستاذ متعاون مع جامعة الملك عبد العزيز، كاتب رأي في عدة صحف ومجلات سعودية وعربية، ومشارك أعلامي في برنامج «أعرف حقوقك» على محطة ميكس إف إم، وفي عددا من البرامج الإذاعية والتلفزيونية الأخرى.
مستشار قانوني لعدة مؤسسات حكومية وتطوعية، وعضو في العديد من الهيئات القانونية، منها: نائب رئيس منظمة العدالة الدولية، عضو االإتحاد الدولى للمحامين، عضو معهد المحكمين الدوليين، وعضو لجنة المستشارين القانونيين في الغرفة التجارية الصناعية بجدة. محكم معتمد لدى وزارة العدل السعودية ومحكم معتمد لدى مركز التحكيم لدول مجلس التعاون الخليج العربية، وممثل قانوني للعديد من كبريات المنشآت التجارية والصحفية والتعليمية والرياضية والهيئات والمنظمات.
مدرب ومحاضر قانوني مع عددا من الكليات القانونية ومراكز التدريب القانوني. حاصل على بكالوريوس الأنظمة «القانون» مع «مرتبة الشرف» من كلية العلوم الادارية، كما حصل على العديد من الشهادات في الدورات القانونية المتخصصة فضلا عن مشاركته في العديد من المؤتمرات الدولية.

## سيرته وحياته

### النشأة والتعليم
وُلد أبو راشد بمدينة الرياض في الأول من رجب لعام 1390 هـ الموافق 2 سبتمبر عام 1970م. تلقى خالد تعليمه الأوليّ بمدارس الرياض، ثم التحق بجامعة الملك عبد العزيز حيث حصل منها على شهادة البكالوريوس في العلوم الادارية تخصص الأنظمة «القانون». بعد تخرجه عمل لمدة سنتين في إحدى مكاتب المحاماة الدولية، وتلقى تدريباً مكثفاً في القانون واجتاز عدد من الدورات التدريبية القانونية. أسس مكتب المحاماة والاستشارات القانونية الخاص به اعتباراً من 1414 هـ - 1994 م حيث مارس من خلاله أعمال المحاماة والاستشارات القانونية بمختلف تخصصاتها وعلى المستويين المحلي والدولي ومن ثم قام بتحويله إلى شركة.

### الحياة الشخصية
لخالد أبو راشد العديد من الأنشطة الاجتماعية والأعمال التطوعية والهوايات، وهو متزوج وله ثلاث بنات وولد.